# Carlos González (cineasta)
Carlos González, VSC, es un director de fotografía, director cinematográfico, guionista y productor de cine venezolano radicado actualmente en Los Ángeles (California).

## Biografía
González nació en Maturín, capital del estado Monagas (Venezuela), y tuvo desde su niñez una hacendada afición por las artes plásticas y cinematográficas. Sus padres, españoles ambos, tenían tradiciones que evocaban a un desarrollo artístico temprano.
Es así cuando, una vez graduado de secundaria, decide ir a Estados Unidos a estudiar Arquitectura en la Universidad de Miami. No obstante decidió luego asistir al American Film Institute, y es ahí donde recibe una Maestría en Cinematografía de esta academia. Posee triple nacionalidad, estadounidense, europea (de España) y venezolana.
Como director cinematográfico ha tenido diversos trabajos que se le acuñen su nombre, algunos de sus créditos incluyen
Raw justice (1994),
Original gangstas (1996),
Joseph’s gift (1998),
The breaks (1999),
Wishmaster 2: el Mal nunca muere (1999) y
El Código Omega (1999). .
En televisión sin embargo, González se desempeñó como director de fotografía en las series The New Normal, Switched At Birth, y From Dusk Till Dawn: The Series, entre otras. En 2000, se convirtió en director de fotografía en la serie de Nickelodeon The Brothers García, y de igual forma hizo su debut como director en esa serie en 2002. Sus otros créditos como director incluyen otras series tales como Unfabulous, Big Time Rush, 100 Things To Do Before High School, Switched At Birth, Stuck In The Middle y la miniserie de tres horas Lost In The West.
Como director de cine, dirigió los documentales Children of the Clouds (2007) y Robbed of Truth (2011), esta última, ampliamente reconocida ya que retrataba la historia real de Fetim Salam, una refugiada saharaui.
Es miembro del Sindicato de Directores de América, la Sociedad Venezolana de Cinematografía (SVC) y el Sindicato Internacional de Directores de Fotografía.

## enlaces externos
- Carlos González en Internet Movie Database (en inglés).

- Datos: Q5042130